# Máthé János (vegyész)
Máthé János (Kolozsvár, 1932. június 21. – Kolozsvár, 1982. május 12.) kolozsvári magyar vegyész, vegyészeti szakíró,  Máthé Enikő férje.

## Életútja, munkássága
Szülővárosában érettségizett (1951), a Victor Babeş Egyetem kémia karán szerzett diplomát (1955). Előbb a kolozsvári Marosvásárhelyi Orvosi és Gyógyszerészeti Egyetem vegyésze, 1957-től a Bolyai Tudományegyetem kémia karán tanársegéd, adjunktus. 1970-ben doktorrá avatják, 1978-tól a Babeș–Bolyai Tudományegyetemen előadótanár.
Első írását a Revista de Chimie közölte (1954). Dolgozataival bel- és külföldi szakfolyóiratokban (köztük az Acta Chimica Hungarica hasábjain) s számos tudományos értekezleten jelentkezett. Tudománynépszerűsítő cikkeit a Korunk, A Hét közölte, az 1977-es Korunk Évkönyvben A természettudományok osztályozása címen értekezik. A kolozsvári, nagyváradi, székelyudvarhelyi magyar szabadegyetemek előadója. Feleségével együtt az Romániai Magyar Irodalmi Lexikon kémiai szerkesztője.

## Munkái
- Fizikai kémia, reakciókinetika (egyetemi jegyzet, Kolozsvár, 1972);
- Az anyag szerkezete. A modern kémiai fizika alapjai (Kolozsvár, 1974. bővített 2. kiadás, Budapest, 1979);
- Calcule şi probleme de chimie fizică. Spectroscopie moleculară şi chimie cuantică (egyetemi jegyzet, Kolozsvár, 1977);
- Molekulaspektroszkópia és kvantumkémiai számítások (tankönyv, Budapest, 1982).